# Swetla Ozetowa
Swetla Christowa Ozetowa (bulgarisch Светла Христова Оцетова, englisch auch Svetla Khristova Otsetova geschrieben, * 23. November 1950 in Sofia) ist eine ehemalige bulgarische Ruderin.
Die Ruderin von ZSKA Sofia belegte mit dem bulgarischen Doppelvierer bei den Europameisterschaften 1971 den fünften Platz. 1973 trat sie mit Werka Alexiewa im Doppelzweier an und erreichte den vierten Platz. Vor den Weltmeisterschaften 1975 wechselte Sdrawka Jordanowa zu Ozetowa in den Doppelzweier, die beiden gewannen die Bronzemedaille hinter den Booten aus der UdSSR und aus der DDR.
1976 wurden bei den Olympischen Spielen in Montreal erstmals Ruderwettbewerbe für Frauen ausgetragen. Den ersten Vorlauf gewannen der gegenüber dem Vorjahr neu zusammengestellte sowjetische Doppelzweier vor den Vizeweltmeisterinnen aus der DDR. Im zweiten Vorlauf siegten Stanka Georgijewa und Ozetowa vor den Niederländerinnen. Im Finale ruderten im bulgarischen Zweier wieder Jordanowa und Ozetowa, die auch die Goldmedaille vor den Booten aus der DDR und aus der UdSSR gewannen.
Bei den Weltmeisterschaften 1977 siegte ein neu zusammengestellter Zweier aus der DDR vor Jordanowa und Ozetowa, die 1978 den Titel vor den sowjetischen Bronzemedaillengewinnerinnen von 1976 gewannen. Nachdem die DDR 1978 keine Medaille im Doppelzweier gewonnen hatte, trat 1979 wieder ein neues Duo an und erruderte den Titel vor den Bulgarinnen. Zum Abschluss ihrer Laufbahn belegten Jordanowa und Ozetowa bei den Olympischen Spielen in Moskau den vierten Platz.
Ozetowa schloss 1976 ihr Architekturstudium mit dem Entwurf eines Kaufhauses ab. Ab 1981 gehörte Swetla Ozetowa der ersten Athletenkommission des IOC an. Im Weltruderverband ist sie derzeit „Event Director“ und damit unter anderem zuständig für die bauliche Expertise an vielen Regattastrecken weltweit.